# 逯耀東
逯耀東（1932年7月29日—2006年2月13日），江蘇豐縣人，歷史學者、散文家及美食評論家。

## 生平
1949年五月遷至台灣嘉義以逃離戰禍，雖是少年但在同年九月進入員林中學後，曾因<致前方將士書>一文嚐到牢獄之災，繫獄三月餘，出來後轉入嘉義中學。
1957年台灣大學歷史系畢業後先在台灣工作一段時間，1961年考入錢穆創辦的香港新亞研究所念碩士，畢業後留任助理研究員，1968年又回到台灣，成為第一屆台灣大學歷史系博士班學生，並同時擔任新亞研究所副研究員，畢業後在台灣大學與輔仁大學歷史系教書。
1977年赴香港新亞書院任教，一待14年，至1991年再重返台灣大學，直到1998年退休2006年病逝台北。

### 學術經歷
逯耀東曾就讀於國立臺灣大學歷史學系，後於新亞研究所取得歷史及哲學碩士學位並留任助理研究員。1966年，他返回國立臺灣大學歷史學系擔任講師，並考入該系第一屆博士班，師從沈剛伯、李宗侗、姚從吾等學者，以論文《魏晉史學的特色--以雜傳為範圍所作的分析》獲頒博士學位；同時，他又通過中華民國教育部所舉辦之口試，取得國家文學博士學位。其間，他還前往平岡武夫位在京都大學的研究室做訪問研究。
此後，他曾任教於國立臺灣大學、輔仁大學、香港中文大學、國立政治大學等處。

### 晚年
2006年2月13日23時，逯耀東因心臟副主動脈瘤破裂過世於高雄榮民總醫院，享壽七十三歲。

## 代表作

### 評論集
- 《何處是桃源》
- 《中共史學的發展與演變》
- 《胡適與當代史學家》
- 《從平城到洛陽》
- 《史學危機的呼聲》
- 《且作神州袖手人》
- 《魏晉史學思想及其社會基礎》

### 散文
- 《祇剩下蛋炒飯》
- 《肚大能容》[1]
- 《異鄉人手記》
- 《那年初一》
- 《已非舊時味》

#### 散文集
- 《出門訪古早》[7]
- 《又來的時候》
- 《丈夫有淚不輕彈》
- 《劍梅筆談》
- 《那漢子》
- 《那年初一》
- 《窗外有棵相思樹》[5]

## 榮譽
- 文藝期刊聯誼會散文金筆獎
- 國家文藝獎[1]

## 紀念
- 國立暨南國際大學歷史學系逯耀東教授紀念獎學金[8]

## 連結

### 閱讀
- 漫談飲食與文學—逯耀東